# Eric I al Danemarcei
Eric I (n. 1056, Slangerup⁠(d), Regiunea Hovedstaden, Danemarca – d. 10 iulie 1103, Pafos, Eparchia Pafou, Cipru) cunoscut și sub numele de Eric cel Bun, a fost regele Danemarcei după fratele său Olaf I al Danemarcei din 1095. A fost fiul lui Svend al II-lea al Danemarcei și a soției sale, Gunhild Sveinsdotter, și a fost căsătorit cu Boedil Thurgotsdatter.
În timpul domniei sale, fratele său vitreg, Knut al IV-lea al Danemarcei a fost un susținător zelos al regelui, dar a fost cruțat în timpul revoltei împotriva sa. Eric a rămas la ferma roială în loc să-l însoțească pe Knut la St. Albans în Idense, unde Knut a fost ucis. Când a aflat vestea, el a plecat de la fermă și a fugit în Scania, fratele său Olaf fiind ales rege. După scurta domnie a lui Olaf, Eric a fost ales rege în mai multe adunări în 1095. Acesta era dorit de oameni și foametea care afectase țara în timpul domniei lui Olaf îi înecase. Pentru mulți părea că Eric este un semn de la Dumnezeu și că se potrivea ca rege al Danemarcei.
Cronicile medievale, cum ar fi Saxo Grammaticus, l-au portretizat pe Eric ca fiind legat de oamenii de rând. El era un bun vorbitor iar oamenii ieșeau dornici să-l audă. După ce s-a încheiat o adunare, el a mers printre oamenii care îl felicitau. A avut o reputație de om puternic care se făcea ușor plăcut și care ducea o viață privată destul de risipită. Deși era un susținător a puterii regale puternic centralizate, el pare să se fi comportat ca un diplomat pentru a evita orice conflict cu mangații. Avea reputație de a fi un om nemilos cu hoții și pirații.
Într-o vizită la Papa în Roma, Eric a obținut canonizarea pentru fratele său, Knut al IV-lea al Danemarcei și o arhiepiscopie pentru Danemarca, fără să mai fie sub Arhiepiscopul de Hamburg-Bremen, astfel, Episcopul Asser a devenit primul Arhiepiscop de Lund.
Regele Eric anunțase la adunarea de la Viborg că decisese să meargă în pelerinaj în Țara Sfântă. Cauza, în conformitate cu Danmarks Riges Krønike, a fost asasinarea unor oamenii de-ai săi în timp ce se aflau la un ospăț în propria lui sală. Eric l-a numit pe fiul său, Harald Kesja și pe Episcopul Asser ca regenți.
Eric și Boedil, cât și o mare companie de oameni din suita sa, au călătorit prin Rusia, la Constantinopol, unde au fost invitați de împărat. În timp ce se afla acolo, Eric s-a îmbolnăvit, însă a navigat mai departe spre Cipru. El a murit la Paphos, în iulie 1103, iar regina a ordonat ca trupul său să fie îngropat acolo. El a fost primul rege care a mers în pelerinaj la Ierusalim, după ce orașul fusese cucerit în timpul Primei Cruciade. Regina Boedil, s-a îmbolnăvit la scurt timp și a murit la Ierusalim. Ea a fost îngropată la poalele Muntelui Măslinilor, în valea lui Iosafat.